# Port-Valais
Port-Valais (toponimo francese; in tedesco Portwallis, desueto) è un comune svizzero di 3 937 abitanti del Canton Vallese, nel distretto di Monthey.

## Geografia fisica
Port-Valais è situato alla confluenza del Rodano nel Lago Lemano.

## Monumenti e luoghi d'interesse

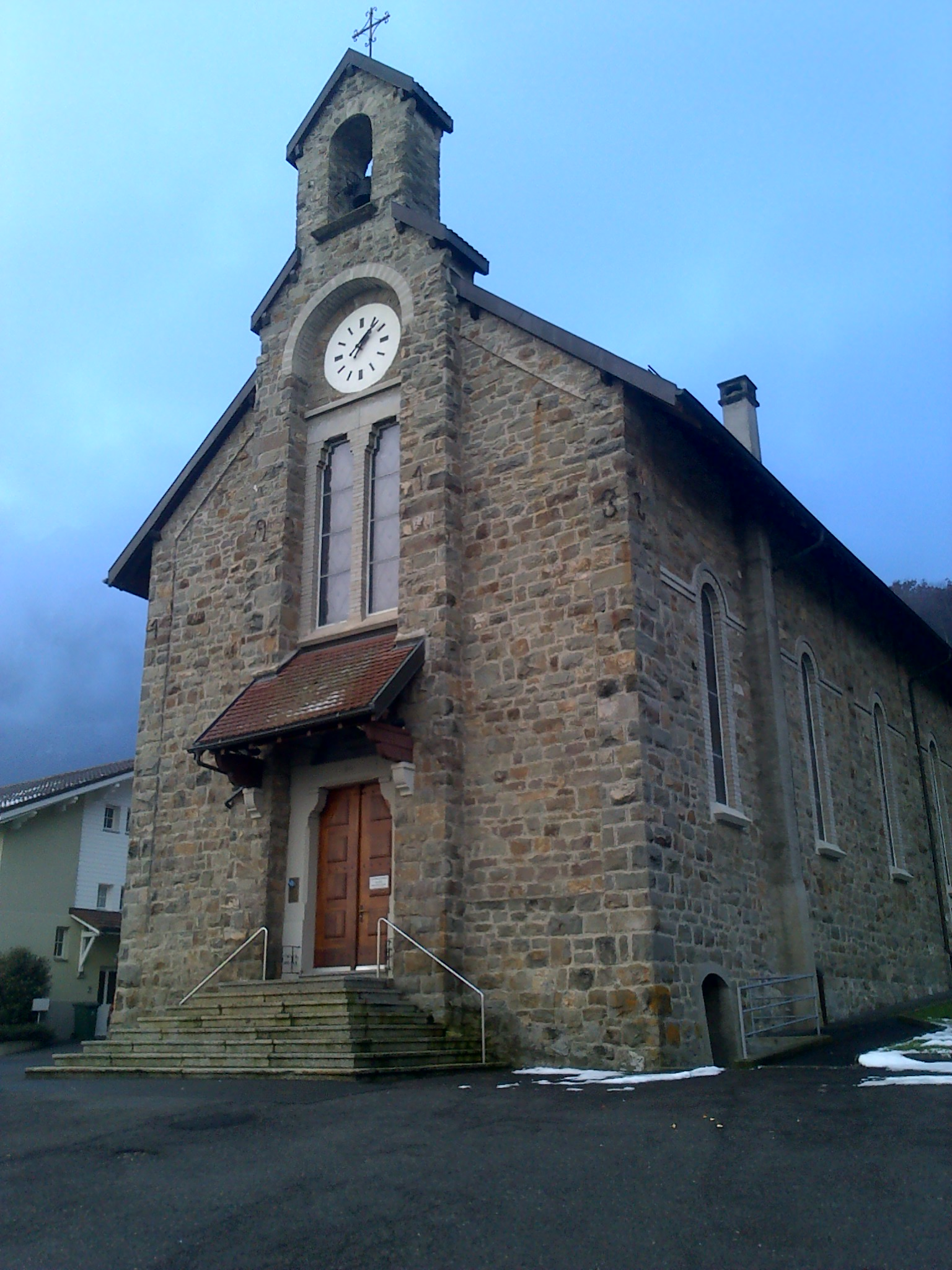
La chiesa di San Michele

- Chiesa parrocchiale di San Michele, attestata dal 1445[1];
- Abbazia di Saint-Benoît de Port-Valais, fondata nel 1956[1].

## Società

### Evoluzione demografica
L'evoluzione demografica è riportata nella seguente tabella:
Abitanti censiti

## Geografia antropica

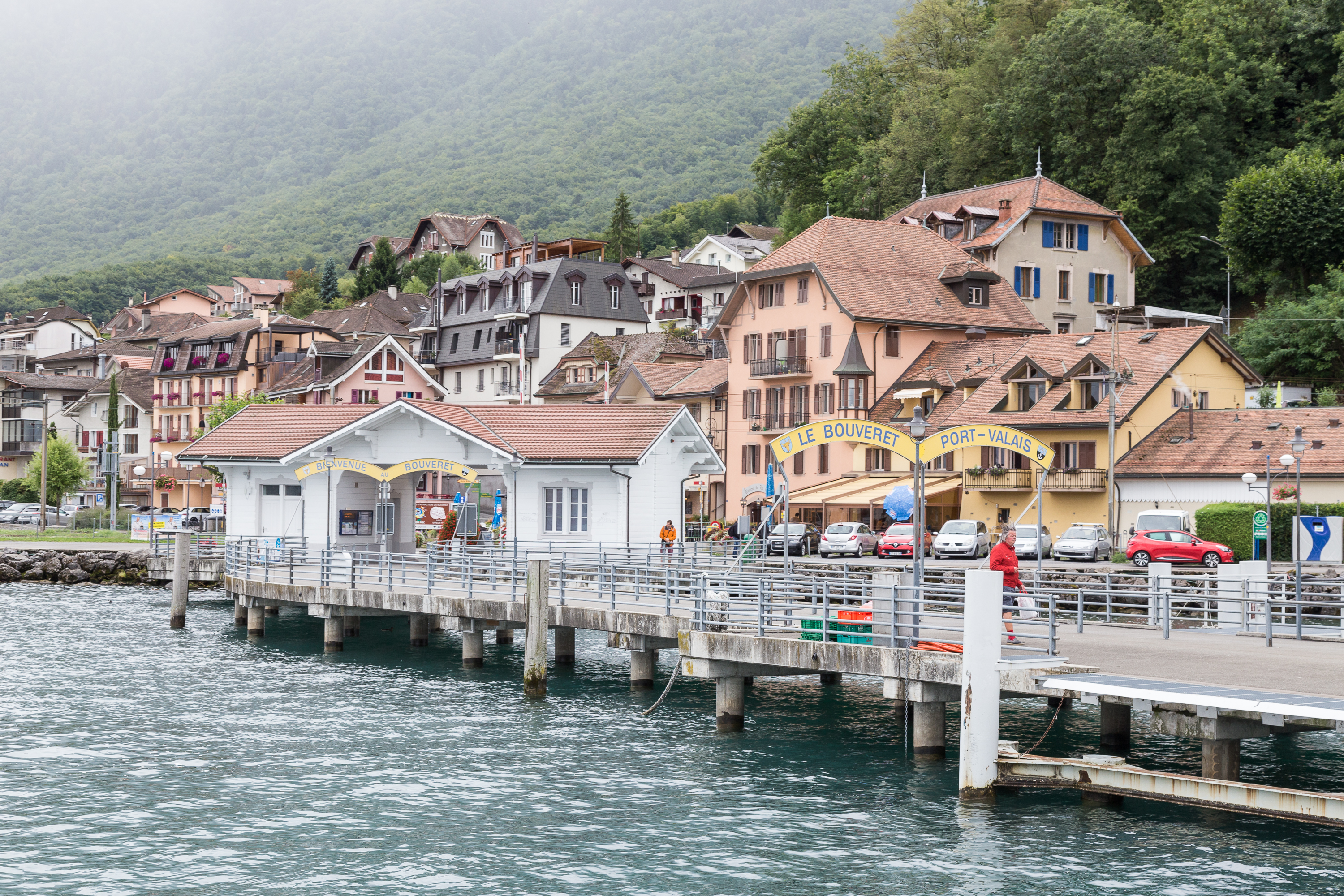
Le Bouveret

Il comune è composto dalle frazioni di Le Bouveret e Les Evouettes.

## Infrastrutture e trasporti

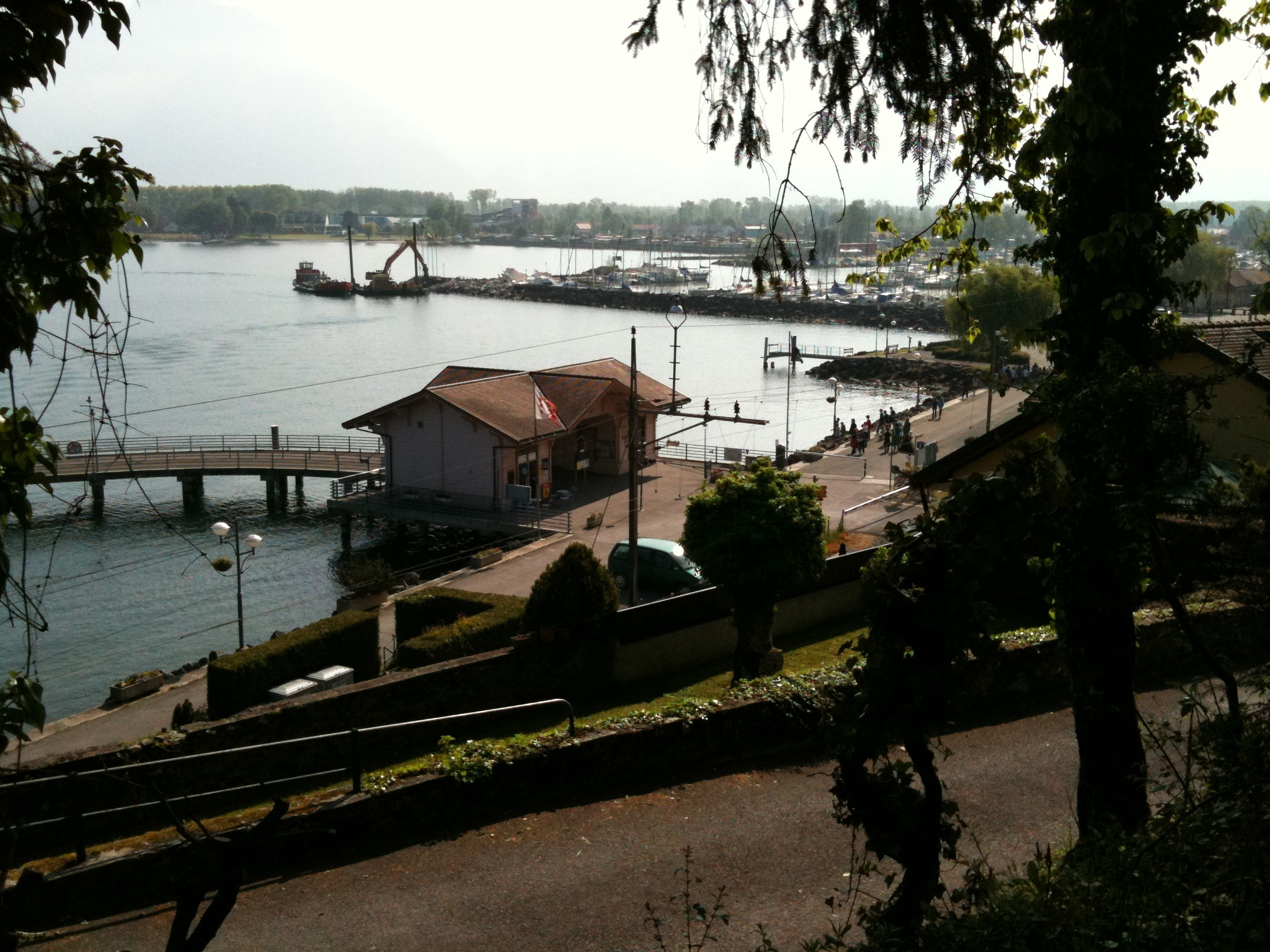
La stazione di Le Bouveret

Port-Valais è servito dalle stazioni di Le Bouveret e di Les Evouettes, sulla ferrovia Saint-Gingolph-Saint-Maurice, ed è attraversato dal canale Stockalper.

## Amministrazione
Ogni famiglia originaria del luogo fa parte del cosiddetto comune patriziale e ha la responsabilità della manutenzione di ogni bene ricadente all'interno dei confini del comune.